# Société nationale de sidérurgie
Pour l’article homonyme, voir Société nationale de sidérurgie (ex-Imétal).
La Société nationale de sidérurgie (SNS) en arabe : الشركة الوطنية للحديد, était l'une des plus importantes sociétés publiques algériennes dans les années 1960 et 1970 ; elle a ensuite été l'objet d'une restructuration dans les années 1980.
Le groupe Sider en est le principal héritier.

## Histoire
La SNS a été créée par décret le 3 septembre 1964 pour prendre la suite de la Société bônoise de sidérurgie (SBS) créée en 1958 pour construire le complexe sidérurgique d'El Hadjar à Annaba, inauguré en 1969.
Dès 1967, pendant la présidence de Houari Boumedienne, la SNS devient un maillon essentiel de la politique d’industrialisation avec notamment l'intégration de plusieurs unités à travers le pays comme :
- ALTUMEC (Société algérienne des tubes et de constructions mécaniques) et SOTUBAL (Société des tubes d'Algérie) situées dans la zone industrielle de Reghaïa[2] ;
- JJ Carnaud et SAFUC Chouvel à Gué de Constantine[3] ;
- les Aciéries et laminoirs d'Oran et l'établissement Gauthier également situé à Oran[4] ;
- ALUMAF (Aluminium africain) à Alger[5].

En 1978, la société compte vingt-six unités à travers le pays,.
En 1983, la SNS est démantelée et ses différentes filiales deviennent des entreprises indépendantes. La partie la plus importante, qui constituait le cœur du métier de SNS (dont le complexe d'El Hadjar), est reprise par la société Sider.
Les unités de transformation sont transférées dans les sociétés Anabib, EMB, TPL et Prosider (devenu PROCID).
Les entreprises de génie et travaux publics, créées en partenariat avec des groupes étrangers, continuent d’exister, comme Cosider et Genisder.

## Dirigeants successifs
- Lakhdar Bentobal : 1964 - 1972
- Mohamed Liassine : 1972 - 1977
- Moussa Beggour : 1977 -
- Faysal Boudraa 1981-